# شرطة سفلية
شرطة سفلية، [ _ ]، أو أندر سكور، أو (خط سفلي low line)، أو (داش شرطة سفلية low dash)، (بالإنجليزية: understrike)، هو حرف ظهر أصلا على الآلة الكاتبة، وكان يستخدم أساسا لتسطير الكلمات. يستخدم هذا الحرف في بعض الأحيان لخلق تباعد بصري بين سلسلة من الحروف، عندما لا يسمح بترك مسافة بيضاء بين الحروف، على سبيل المثال، يستخدم الحرف في أسماء الحواسيب، عناوين البريد الإلكتروني، وعناوين المواقع على الشبكة العالمية. قيمة أسكي لهذا الحرف هي 95.
"_" ظهرت في الاصل على الآلة الكتابة وكانت تستخدم بشكل أساسي لتأكيد (أو تسطير) الكلمات. لاستعمال كلمة مؤكدة، كانت تطبع بواسطة إرجاع عربة الآلة الطابعة إلى بداية الكلمة ومن ثم مرورها عليها ثانية. وهكذا كانت تطبع الكلمة سابقاً مع الشرطة السفلية.
أما بالنسبة للاستعمال الحديث، تستعمل الشرطة السفلية في اللغة الترميزية أو مع الجمع بين رمزين. لايزال يستعمل رمز الشرطة السفلية المستقلة لإبقاء مسافة بصرية بين سلسلة من الرموز، حيث لايسمح بترك فراغ بين الكلمات. (مثل: في أسماء ملفات الحاسوب، اسم البريد الإلكتروني، وفي الإنترنت محدد موقع الموارد الموحدURL). أيضاً تستعمل في المجالات التي لا يتم فيها دعم التنسيق مثل مجال التراسل الفوري أو البريد الإلكتروني بالشكل القديم، أحياناً يتم الترميز بـ«الإحاطة بالشرطة السفلية» كبديل لتسطيرالكلمة (الكلمات) المرفقة (_نستنتج_) البديل، ⎁,كيبك (كندا) لتسطير الأحرف الفوقية. بعض اللغات تستعمل هذة الإشارة كالجمع بين المحتويات «الجمع بالخط المنخفض».

## تشكيل
للمزيد: علامة نوميرو وأسفل رموز الماكرون.
الخط السفلي يستعمل كعلامة التشكيل «خط الوصل السفلي» ◌̲، في بعض لغات مصر بعض اللغات تستعمل القواعد الإملائية. ربيدولنغو في الغابون، أزِر في نيجيريا واللغات الأصلية للأمريكتين مثل شوشوني وكيووا.
الخط الواصل ◌̱ (رموز ماكرون السفلى) تشبه الخط الشرطة السفلى لكنهما أقصر. الفرق بين رموز ماكرون السفلى والخط السفلي هو أن خط ماكرون السفلي متقطع بينما الشرطة السفلية خط طويل متصل. مقارنة: أ ب ت، أ ب ت.

## علامات مشابهة
الخط السفلي هو ليس نفسه رمز المعترضة (شرطة) على الرغم من أن إحدى طرق أسلاك الأخبار النصية هي استخدام الشرطة السفلية عندما يكون مطلوباً واصلة طويلة أو شرطة قصيرة.[بحاجة لمصدر] أو عند بعض الرموز غير قياسية مثل النقطة المدورة سيكون مناسباً.[بحاجة لمصدر]

## الاستعمال الحديث
في المستندات المطبوعة، يتم تجنب التسطير بشكل عام، حيث يتم استخدام الخط المائل أو الأحرف الكبيرة أو الصغيرة بدلاً من ذلك. أو (خاصة في العناوين) باستخدام الأحرف الكبيرة أو الكتابة الغامقة أو ارتفاع الحجم الأكبر (حجم الخط). في المخطوطة المراد طباعتها تم استخدام أشكال مختلفة من التسطير (انظر أدناه) بشكل تقليدي للإشارة إلى أنه يجب تعيين النص في نوع خاص مثل الخط المائل، وهو جزء من إجراء يعرف باسم الترميز.
يمكن استخدام سلسلة من الشرطات السفلية (مثل __________) لإنشاء فراغ يتم ملؤه يدوياً على نموذج ورقي. كما أنها تستخدم أحياناً لإنشاء خط أفقي، يتم أيضاً استخدام رموز أخرى ذات حروف مكتوبة مشابهة، مثل الواصلات والشرطات لهذا الغرض.

## الاستخدام في الحوسبة
في مستعرضات الويب تميز الإعدادات الافتراضية عادةً الارتباطات التشعبية عن طريق وضع خط تحتها وتغيير لونها، ولكن يمكن لكل من المستخدمين ومواقع الويب تغيير الإعدادات لجعل بعض أو كل الارتباطات التشعبية تظهر بشكل مختلف (أوصي بدون تمييز عن النص العادي).

## التاريخ
نظراً لأن اجهزة الإخراج المبكرة (الطابعات عن بعد وCRT والطابعات الخطية) لا يمكنها إنتاج أكثر من حرف واحد في موقع ما، لم يكن من الممكن تسطير النص. لذا لم يكن للتشفير المبكر مثل ITA2 والإصدارات الأولى من أسكي ASCII تسطير أسفل السطر، ونظام ترميز الأحرف EBCDIC من IBM، والذي تم تقديمه في عام 1964 أضاف الشرطة السفلية والتي أشارت إليها شركة IBM باسم «الحرف الفاصل». تقرير IBM عن NPL (ما تعرف حالياً باسم PL/I) يترك مجموعة الأحرف غير محددة ولكنه يذكر حرف الفاصل على وجه التحديد. ويعطي RATE_OF_PAY كمثال للمعرف. بحلول عام 1967، امتدت الشرطة السفلية إلى ASCII، لتحل محل حرف السهم الأيسر المماثل ← .(انظر أيضاً: PIP) C التي تم تطويرها في مختبرات بل أوائل السبعينات وسمحت بشرطة سفلية في المعرفات.
يسبق التسطير السفلي وجود أحرف صغيرة في العديد من الأنظمة، لذلك غالباً ما كان يجب استخدامه لإنشاء معرفات متعددة الكلمات نظراً لأن CamelCase (انظر أدناه) لم يكن متاحاً.

## اصطلاحات البرمجة
الشرطة السفلية المدرجة بين الأحرف شائعة جداً لإنشاء معرف متعدد الكلمات في اللغات التي لا يمكنها التعامل مع المسافات في المعرفات. يعرف هذا الاصطلاح باسم «حالة الثعبان». الطريقة الشائعة الأخرى تسمى حالة الحمل، حيث يتم استخدام الأحرف الكبيرة لإظهار مكان بدء الكلمات.
غالباً ما يتم استخدام الشرطة السفلية باعتبارها الحرف الأول في المعرف ID للإشارة إلى تنفيذ داخلي لا يعتبر جزءاًَ من واجهة برمجة التطبيقات ولا يجب استدعاؤه بواسطة رمز خارج هذا التطبيق. يستخدم Python هذا للإشارة إلى متغيرات الأعضاء المحمية للفئات وشرطة سفلية مزدوجة للإشارة إلى المتغيرات الخاصة. فيDart، يجب أن تبدأ جميع الخصائص الخاصة للفئات بشرطة سفلية. هذا الاستخدام شائع أيضاً في لغات أخرى مثل ++C على الرغم من أن تلك اللغات توفر كلمات رئيسية للإشارة ألى أن الأعضاءخاصون. يتم استخدامه على نطاق واسع لإخفاء المتغيرات والوظائف المستخدمة للتطبيقات في ملفات الرأس. في الواقع أصبح استخدام الشرطة السفلية المفردة لهذا الغرض شائعاً لدرجة أن مترجمي لغة سي اضطروا إلى التوحيد القياسي على شرطة سفلية مزدوجة على سبيل المثال (__DATE__) للمتغيرات المضمنة الفعلية لتجنب التعارض مع تلك الموجودة في ملفات الرأس. تستخدم Python الشرطة السفلية المزدوجة لإفساد المعرف الخاص لجعل الرجوع إليه أكثر صعوبة. وتحتفظ "PHP" بجميع أسماء الوظائف التي تبدأ بـ __ على أنها سحرية.
غالباً ما يكون للمتغير الذي يحمل علامة سفلية فقط معنى خاص $_ أو_ هو الأمر السابق أو ينتج عنه. العديد من القذائف التفاعلية، مثل تلك الموجودة في Python وRuby وPerl. في لغة Perl @_ يعتبر متغير مصفوفة خاص يحمل وسيطات الدالة. في Clojure يشير إلى وسيطة سيتم تجاهل قيمتها.
في بعض اللغات التي تحتوي على مطابقة النمط، مثل Prolog وStandard ML وScala وOCaml وHaskell وErlang ولغة Wolfram . يتطابق النمط _ مع أي قيمة، ولكنه لا يؤدي عملية ربطHTML.

## u> HTML>و CSS
يحتوي HTML على عنصر عرض <u> تم استخدامه في الأصل لتسطير النص. تم إهمال هذا في HTML4 على نمط CSS {text-decoration: underline}. في HTML5 عادت العلامة للظهور ولكن تغير معناها بشكل كبير فهي الآن تمثل امتداداً لنص مضمن يجب تقديمه بطريقة تشير إلى أنه يحتوي على تعليق توضيحي غير نصي. تهدف هذه الميزة على سبيل المثال إلى توفير خط أحمر تسطير متموج للإشارة إلى الأخطاء الإملائية في وقت الإدخال ولكن لا يجب تضمينها في أي ملف مخزن على عكس علامة التركيز التي قد تكون مخزنة.
قد توحد العناصر أيضاً في لغات ترميزية أخرى مثل MediaWiki. توفر مبادرة تشفير النص (TEI) مجموعة واسعة من العناصر ذات الصلة؛ لتمييز النشاط التحريري: الإدراج والحذف والتصحيح والإضافة وما إلى ذلك.

## يونيكود
يحتوي اليونيكود على شرطة سفلية _ قائمة بذاتها في U+005F، وهي إرث من ممارسة الآلة الكاتبة للتسطير باستخدام مسافة للخلف والكتابة الفوقية. تستخدم الممارسة الحديثة التشكيل المدمج للجمع بين الخط النخفض عند U+0332 ◌̲ والذي ينتج عنه تسطير عند تشغيله معاً: خط سفلي. يحتوي يونيكود أيضاً على الماكرو المدمج أدناه، تشكيل حرف واحد:
- خط واحد: a̲b̲c̲d̲e̲f̲g̲h̲i̲j̲k̲l̲m̲n̲o̲p̲q̲r̲s̲t̲u̲v̲w̲x̲y̲z̲0̲1̲2̲3̲4̲5̲6̲7̲8̲9̲.
- خطين: a̲̲b̲̲c̲̲d̲̲e̲̲f̲̲g̲̲h̲̲i̲̲j̲̲k̲̲l̲̲m̲̲n̲̲o̲̲p̲̲q̲̲r̲̲s̲̲t̲̲u̲̲v̲̲w̲̲x̲̲y̲̲z̲̲0̲̲1̲̲2̲̲3̲̲4̲̲5̲̲6̲̲7̲̲8̲̲9̲̲.

### تسطير مقلد بنص عادي
في تطبيقات النص العادي بما في ذلك رسائل البريد الإلكتروني ذات النص العادي حيث لا يمكن تمييز التركيز المطلوب بالكلمات المحيطة ذات الأحرف السفلية على سبيل المثال (يجب استخدام طلاء _مستحلب_ على السقف).
ستضيف بعض التطبيقات تلقائياً تأكيداً عن النص الموضوع بين قوسين يدوياً بواسطة شرطات سفلية. إما عن طريق تسطيرها أو جعلها مائلة. (على سبيل المثال: _سلسلة_ قد تعرض سلسلة أو سلسلة).

### كعلامة على عدم صحة التحرير
غالباً ما يتم استخدام التسطير (عادةً باللون الأحمر أو المموج أو كليهما) بواسطة المدققات الإملائية والمدققات النحوية للإشارة إلى نص به أخطاء إملائية أو نص غير صحيح.

## المخطوطات
اعتماداً على الإصطلاحات المحلية يمكن استخدام الأنواع التالية من التسطير في السطر في المخطوطات للإشارة إلى الخطوط الخاصة التي سيتم استخدامها.
- تسطير سفلي متقطع واحد للخط stet, «دعه يقف» تم إلغاء علامة إثبات القراءة.
- تسطير سفلي مستقيم واحد للنوع المائل.
- تسطير سفلي مموج واحد للنوع الغامق.
- تسطير سفلي مزدوج مستقيم للأغطية الصغيرة.
- تسطير مزدوج لخط مستقيم واحد وخط واحد مموج للخط المائل الغامق.
- تسطير ثلاثي للأحرف الكبيرة FULL CAPITAL LETTERS (تستخدم بين الأحرف الاستهلالية الصغيرة أو لتغيير النص المكتوب بالفعل كأحرف صغيرة).

## الخط السفلي بالصينية
في الصينية التسطير هو علامة ترقيم للأسماء العلم (الصينية المبسطة: 专 名号 ؛ الصينية التقليدية: 專 名號 ؛ بينيين: zhuānmínghào ؛ حرفيا «علامة الاسم الصحيح»، تستخدم للأسماء الشخصية والجغرافية).[بحاجة لمصدر] معناه يشبه إلى حد ما الكتابة بالأحرف الكبيرة في اللغة الإنجليزية، ولا يجب استخدامه أبدًا للتأكيد حتى لو كان تأثير الحوسبة الإنجليزية يجعل هذا الأخير يحدث أحياناً. التسطير المموج (الصينية المبسطة: 书名 号 ؛ الصينية التقليدية: 書名 號 ؛ بينيين: shūmínghào ؛ حرفيا، «علامة عنوان الكتاب») يخدم وظيفة مماثلة، لكنه يشير إلى أسماء الأعمال الأدبية بدلاً من أسماء العلم.في حالة وجود اسمين علمين متجاورين أو أكثر، يتم وضع خط تحت كل اسم علم فردي بشكل منفصل لذلك يجب أن تكون هناك فجوة طفيفة بين تسطير كل اسم علم.